# Mesodapedon kuttyi
Il mesodapedonte (Mesodapedon kuttyi) è un rettile arcosauromorfo estinto, appartenente ai rincosauri. Visse nel Triassico medio (Anisico, circa 247 - 243 milioni di anni fa) e i suoi resti fossili sono stati ritrovati in India.

## Descrizione
Questo animale è noto solo per una mandibola sinistra isolata e di due mascelle destre, ed è quindi impossibile ricostruirne l'aspetto. Dal raffronto con animali simili e meglio conosciuti, si suppone che Mesodapedon fosse paragonabile a un rincosauro i cui fossili sono stati ritrovati in Africa, Stenaulorhynchus. Come quest'ultimo, anche Mesodapedon doveva possedere un forte becco arcuato formato dalle ossa premascellari. Mesodapedon era caratterizzato dalla presenza di due solchi longitudinali sulle ossa mascellari superiori, che raggiungevano la metà anteriore della piastra dentaria, e dalla presenza di più file di denti linguali molto fitti, sia sulla mascella che sull'osso dentale. 

## Classificazione
Mesodapedon è un rappresentante dei rincosauri, un gruppo di arcosauromorfi tipici del Triassico, caratterizzati da un muso "a becco" più o meno pronunciato a seconda delle specie. In particolare, sembra che Mesodapedon fosse un membro della famiglia Hyperodapedontidae e della sottofamiglia Stenaulorhynchinae, comprendente oltre il già citato Stenaulorhynchus anche Ammorhynchus e Brasinorhynchus (Schultz et al., 2016). 
Mesodapedon kuttyi venne descritto per la prima volta da Sankar Chatterjee nel 1980, sulla base di resti fossili rinvenuti nella formazione Yerrapalli in India Centrale. A volte è stato attribuito al genere Stenaulorhynchus, ma è solitamente considerato un genere a sé stante. 